# Adriana Bottina

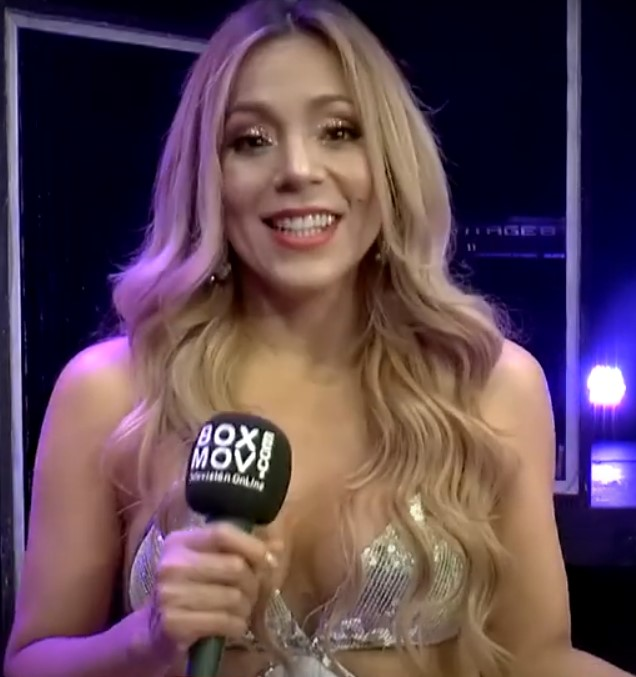
Adriana Bottina (2021)

Adriana Bottina (* 16. Juli 1977 in Palmira) ist eine kolumbianische Schauspielerin und Sängerin. Sie spielte verschiedene Charaktere im kolumbianischen Fernsehen, der aktuelle ist Wendy Jiménez, die Hauptdarstellerin in Nadie es eterno en el mundo vom Sender Caracol TV. Momentan taucht sie in Por Amor, einer Produktion von RCN Televisión und Univisión auf.

## Filmografie
- 1998: El amor es más fuerte
- 2002: Maria Madrugada (Fernsehserie)
- 2002: Traga Maluca (Fernsehserie)
- 2002: Putas de Aguadas, El
- 2003: Protagonistas de Novela 2 – La Amenaza – Colombia (Reality Show)
- 2006: La hija del mariachi (Stimme der Rosario)
- 2006: Por amor
- 2007: Nadie es eterno en el mundo (Fernsehserie, Hauptdarstellerin)
- 2019: Holy Expectations (Embarazada por obra y gracia)